# Chlamydocardia subrhomboidea
Espèce
Statut de conservation UICN

 EN B2ab(iii) : En danger
Chlamydocardia subrhomboidea Lindau est une espèce de plantes à fleurs de la famille des Acanthaceae et du genre Chlamydocardia, présente en Afrique tropicale.

## Description
C'est une herbe qui peut atteindre une hauteur de 35 cm.

## Distribution
Relativement rare, elle a été observée en République démocratique du Congo (Province de l'Équateur), mais surtout au Cameroun, dans la Région du Sud-Ouest (près de Limbé, dans la réserve forestière de Loum et dans celle du Moungo) et celle du Centre (Nguila, Moliki).